# 珀蒂特绍
珀蒂特绍（法語：Petite-Chaux，法語發音：[pətit ʃo]）是法国杜省的一个市镇，属于蓬塔利耶区。

## 地理
珀蒂特绍（46°41'39"N, 6°10'5"E）面积9.81 平方千米，位于法国勃艮第-弗朗什-孔泰大區杜省，该省份为法国东部内陆省份，北起上索恩省，西接汝拉省，东部及东南部与瑞士接壤，东北部与贝尔福地区省接壤。
与珀蒂特绍接壤的市镇（或旧市镇、城区）包括：勒屈尔福、绍讷沃、勒克鲁泽、穆特。

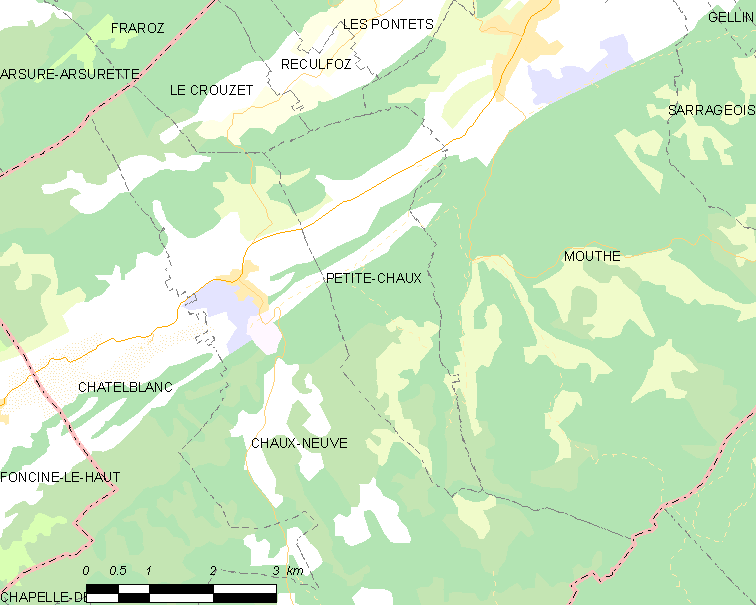
珀蒂特绍的OSM定位图

珀蒂特绍的时区为UTC+01:00、UTC+02:00（夏令时）。

## 行政
珀蒂特绍的邮政编码为25240，INSEE市镇编码为25451。

## 政治
珀蒂特绍所属的省级选区为弗拉讷县。

## 人口

1962-2008年间珀蒂特绍人口变化图示

珀蒂特绍于2022年1月1日时的人口数量为174人。